# Linnéa Hillberg

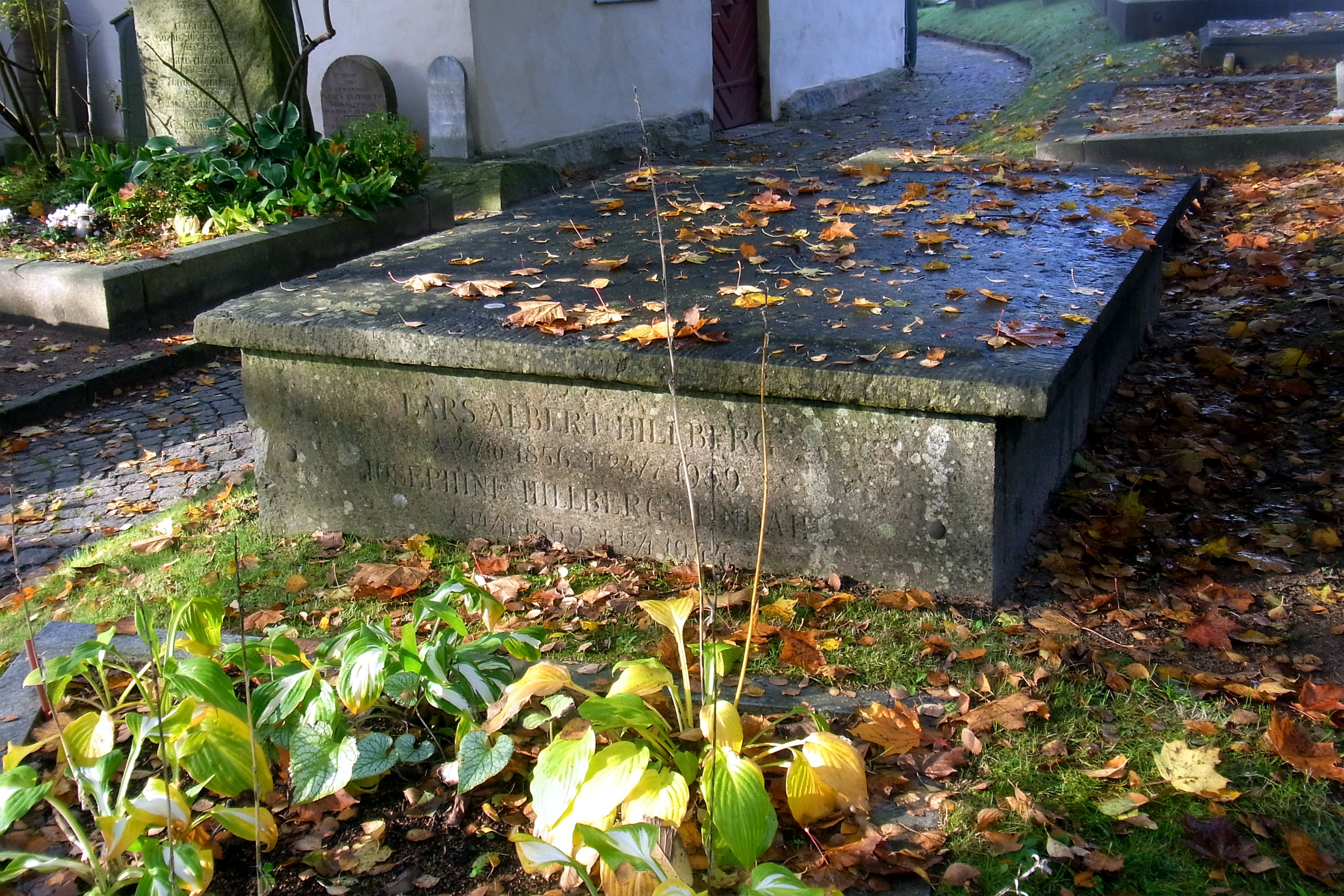
Örgryte Gamla Kyrka

Linnéa Paulina Hillberg, född Nilsson 26 oktober 1890 i Uddevalla, död 3 juli 1977 i Kungsholms församling i Stockholm, var en svensk skådespelare.

## Biografi
Linnéa Hillberg scendebuterade 1913 och var sedan verksam i Karin Swanströms teatersällskap mellan 1914 och 1918. Hon kom därefter att arbeta på bland annat Blanche- och Komediteatrarna i Stockholm samt Nya teatern och Lorensberg i Göteborg. På 1930-talet tillhörde hon den fasta ensemblen på Vasateatern i alla år under Gösta Ekman d.ä.s regi.
Hillberg var även under en större period anställd vid Dramaten 1938–1941 och senare tillsammans med sin make, Torsten Hillberg, vid Norrköping-Linköpings stadsteater 1947–1951. Linnéa Hillberg turnerade också flitigt med Riksteatern i ett flertal uppsättningar under 1950-talet och var från 1960 till sin död anställd och verksam vid Stockholms stadsteater och medverkade bland annat där i uruppsättningen av Jösses flickor (1974).
Hon gjorde under sin karriär hyllade rolltolkningar på scen i ett flertal, framför allt, klassiska pjäser; som Lady Macbeth i Shakespeares Macbeth och som drottning Gertrud i Hamlet, som både Fru Alving och Regina i Ibsens Gengångare (olika uppsättningar) och som Gina Ekdahl i Vildanden; som Laura i Strindbergs Fadren, Fru Heyst i Strindbergs Påsk och som Claire Zachanassian i Friedrich Dürrenmatts Besök av gammal dam. Hon spelade också Husebyfröken Florence Stephens i Vilhelm Mobergs kontroversiella pjäs Sagoprinsen, som handlade om den då uppmärksammade Husebyaffären. 
Hon filmdebuterade 1920 i Victor Sjöströms Mästerman och kom att medverka i drygt 50 filmer och TV-inspelningar, bland annat i filmatiseringen av Elin Wägners Norrtullsligan (1923), Pensionat Paradiset (1937), Adolf klarar skivan (1938), Hasse Ekmans Lågor i dunklet (1942),  Gustaf Molanders Kvinna utan ansikte (1947), med manus av Ingmar Bergman, Anders Henriksons Strindbergsfilmatisering av Giftas (1955) och i Jan Halldoffs Korridoren (1968).
Liksom på scenen fick hon ofta spela rigida, stela, svartsjuka och bittra kvinnor, som till exempel i filmerna Tänk, om jag gifter mig med prästen (1941), Flickan och Djävulen (1944) och Kvinna utan ansikte. 
Sedan 1919 var hon gift med skådespelaren Torsten Hillberg (1892–1954). De är begravda på Örgryte gamla kyrkogård.

## Filmografi i urval
- 1920 – Mästerman
- 1923 – Anna-Clara och hennes bröder
- 1923 – Hårda viljor
- 1923 – Norrtullsligan
- 1925 – Kalle Utter
- 1926 – Fänrik Ståls sägner-del II
- 1935 – Valborgsmässoafton
- 1936 – Han, hon och pengarna
- 1937 – Pensionat Paradiset
- 1937 – Skicka hem nr. 7
- 1938 – En kvinnas ansikte
- 1938 – Den stora kärleken
- 1938 – Kloka gubben
- 1938 – Med folket för fosterlandet
- 1938 – I nöd och lust
- 1938 – Adolf klarar skivan
- 1938 – Sigge Nilsson och jag
- 1939 – Efterlyst
- 1939 – Folket på Högbogården
- 1940 – Kyss henne!
- 1940 – Swing it, magistern!
- 1941 – Tänk, om jag gifter mig med prästen
- 1941 – Första divisionen
- 1941 – Det sägs på stan
- 1941 – Magistrarna på sommarlov
- 1942 – Lågor i dunklet
- 1943 – Fångad av en röst
- 1943 – Natt i hamn
- 1943 – Kungsgatan
- 1943 – Katrina
- 1943 – Örlogsmän
- 1944 – Flickan och Djävulen
- 1944 – Jag är eld och luft
- 1944 – Mitt folk är icke ditt
- 1945 – Maria på Kvarngården
- 1945 – Rosen på Tistelön
- 1945 – I som här inträden
- 1945 – Jagad
- 1945 – Pettersson & Bendels nya affärer
- 1946 – Brita i grosshandlarhuset
- 1947 – Två kvinnor
- 1947 – Nattvaktens hustru
- 1947 – Kvinna utan ansikte
- 1947 – Jag älskar dig, Karlsson!
- 1947 – Den långa vägen
- 1950 – Rågens rike
- 1951 – Dårskapens hus
- 1955 – Paradiset
- 1955 – Het är min längtan
- 1955 – Giftas
- 1956 – Sången om den eldröda blomman
- 1957 – En drömmares vandring
- 1957 – Möten i skymningen
- 1968 – Korridoren
- 1969 – Håll polisen utanför (TV-serie)
- 1973 – Näsan (TV-teater)

## Teater

### Roller (ej komplett)
| År   | Roll                          | Produktion                                                                                               | Regi                     | Teater                           |
| ---- | ----------------------------- | --- | ------------------------ | -------------------------------- |
| 1921 | Marfa                         | Skulden till allt (Ot nej vse katjestva) Lev Tolstoj                                                     | Alexander Moissi         | Blancheteatern                   |
| 1921 | Elisaveta Andrejevna          | Det levande liket (Живой труп, Zhivoi trup) Lev Tolstoj                                                  | Alexander Moissi         | Blancheteatern                   |
| 1921 | Rosalie                       | Askungen (Askepot) Ludvig Brandstrup                                                                     | Arthur Natorp            | Blancheteatern                   |
| 1922 | Margarite                     | Madame Sherry Hugo Felix, Maurice Ordonneau, Benno Jacobson                                              | Ernst Eklund             | Blancheteatern                   |
| 1922 | Emily Delahay                 | Charleys tant (Charley's Aunt) Brandon Thomas                                                            | Elis Ellis               | Blancheteatern                   |
| 1922 | Ly                            | Mexiko-guld (Mexiko-Gold) Rudolf Lothar och Hans Bachwitz                                                | Uno Brander              | Blancheteatern                   |
| 1922 | Tant Caroline                 | Dick eller Danny (Pals First) Lee Wilson Dodd                                                            | Erik Berglund            | Blancheteatern                   |
| 1922 | Agnes Toft                    | Babyn (Das Baby) Hans Sturm och Fritz Jakobstedter                                                       | Nils Arehn               | Blancheteatern                   |
| 1923 | Victoire Bertin               | Din nästas fästmö (Just Married) Adelaide Matthews och Anne Nichols                                      | Ernst Eklund             | Blancheteatern                   |
| 1923 |                               | Amor och Psyke Erik Wilhelm Olson                                                                        |                          | Blancheteatern                   |
| 1923 | Hildegard Strand              | Sten Stensson Stéen från Eslöf John Wigforss                                                             | Elis Ellis               | Blancheteatern                   |
| 1924 | Louise                        | Grevinnan Lolotte Leopold Lipschütz                                                                      | Ernst Eklund             | Blancheteatern                   |
| 1924 | Mrs Forbes                    | Dulcie (Dulcy) George S. Kaufman och Marc Connelly                                                       | Einar Fröberg            | Komediteatern                    |
| 1925 | Mrs Bebb                      | En sensation hos Mrs Beam (At Mrs. Beam's) Charles Kirkpatrick Munro                                     | Ernst Eklund             | Blancheteatern                   |
| 1925 | Olivia                        | Mr Pim tittar in (Mr. Pim Passes By) A.A. Milne                                                          | Mathias Taube            | Blancheteatern                   |
| 1925 |                               | På begäran (Un homme sur la paille) Nicolas Nancey och Henry de Gorsse                                   | Erik Berglund            | Blancheteatern                   |
| 1926 |                               | Hjälten på den gröna ön (The Playboy of the Western World) John Millington Synge                         | Per Lindberg             | Komediteatern                    |
| 1927 | Anna                          | Flamman (Die Flamme) Hans Müller                                                                         |                          | Komediteatern                    |
| 1934 | Joliana                       | Natten till den 17:de (Tűzmadár) Lajos Zilahy                                                            | Pauline Brunius          | Vasateatern                      |
| 1935 | Laura                         | Karriär-karriär (A szerencse fia) Gábor Drégely                                                          | Gösta Ekman              | Vasateatern                      |
| 1935 | Elisaveta Andrejevna          | Fedja eller Det levande liket (Живой труп, Zhivoi trup) Leo Tolstoj                                      | Per Lindberg             | Vasateatern                      |
| 1936 | Gina Ekdal                    | Vildanden Henrik Ibsen                                                                                   | Martha Lundholm          | Vasateatern                      |
| 1937 | Dorothy                       | Också en dag (Call it a Day) Dodie Smith                                                                 | Helge Wahlgren           | Göteborgs stadsteater            |
| 1938 | Fru Muskat                    | Liliom Ferenc Molnár                                                                                     | Sandro Malmquist         | Nya Teatern                      |
| 1938 | Karin                         | En minnesdag Louis de Geer                                                                               | Sandro Malmquist         | Nya Teatern                      |
| 1938 | Nancy Blake                   | Kvinnorna (The Women) Clare Boothe Luce                                                                  | Rune Carlsten            | Dramaten                         |
| 1939 | Ann Whitman Murray            | Älskling, jag ger mig (Yes, My Darling Daughter) Mark Reed                                               | Olof Molander            | turné                            |
| 1941 |                               | Han som kom till middag (The Man Who Came to Dinner) George S. Kaufman och Moss Hart                     | Martha Lundholm          | Vasateatern                      |
| 1941 | Anna                          | Kan man lita på Peter? (Feleség) Johann von Bokay                                                        | Martha Lundholm          | Vasateatern                      |
| 1942 | Adelaide                      | Kid Jackson (Le corsaire) Marcel Achard                                                                  | Olof Molander            | Vasateatern                      |
| 1942 | Madame                        | Flykten från Paris Lo Håkansson                                                                          | Martha Lundholm          | Vasateatern                      |
| 1942 | Agnes Toft                    | Lille Napoleon Paul Sarauw                                                                               | Max Hansen               | Vasateatern                      |
| 1942 | Skalbaggshonan                | I vår Herres hage (Ze života hmyzu) Josef Čapek och Karel Čapek                                          | Gösta Folke              | Vasateatern                      |
| 1942 | Råttjungfrun                  | Lille Eyolf Henrik Ibsen                                                                                 | Martha Lundholm          | Vasateatern                      |
| 1943 | Laura                         | Fadren August Strindberg                                                                                 | Helge Hagerman           | Blancheteatern                   |
| 1944 | Karna                         | Mans kvinna Vilhelm Moberg                                                                               | Per Lindberg Gösta Folke | Vasateatern                      |
| 1945 | Miss Dell                     | Olivia (Love In Idleness) Terence Rattigan                                                               | Ernst Eklund             | Vasateatern                      |
| 1946 | Jessie Frame                  | Morgondagens värld (Tomorrow the World) James Gow och Arnaud d'Usseau                                    | Martha Lundholm          | Vasateatern Även turné           |
| 1946 | Anna                          | Aldrig en kvinna Ivan Oljelund                                                                           | Martha Lundholm          | Vasateatern                      |
| 1946 | Farmor Meng                   | Patrasket Hjalmar Bergman                                                                                | Anders Henriksson        | Vasateatern                      |
| 1947 | Amman                         | Romeo och Julia (The Tragedy of Romeo and Juliet) William Shakespeare                                    | Johan Falck              | Norrköping-Linköping stadsteater |
| 1947 | Fru Engelstrand               | Den heliga familjen Rudolf Värnlund                                                                      | Gunnar Skoglund          | Norrköping-Linköping stadsteater |
| 1947 | Mrs Kramer                    | Venus (One touch of Venus) S. J. Perelman, Ogden Nash och Kurt Weill                                     | Johan Falck              | Norrköping-Linköping stadsteater |
| 1948 | Katarina Stenbock             | Erik XIV August Strindberg                                                                               | Johan Falck              | Norrköping-Linköping stadsteater |
| 1948 | Hushållerskan                 | De fyra små (Simone et la paix) Georges Roland                                                           | Hans Dahlin              | Norrköping-Linköping stadsteater |
| 1948 | Ketty                         | Dagar på ett moln (Dage paa en sky) Kjeld Abell                                                          | Johan Falck              | Norrköping-Linköping stadsteater |
| 1948 |                               | Av barn och dårar… (Fools rush in) Kenneth Horne                                                         | Johan Falck              | Norrköping-Linköping stadsteater |
| 1948 |                               | Född i går (Born Yesterday) Garson Kanin                                                                 | Johan Falck              | Norrköping-Linköping stadsteater |
| 1948 |                               | Det orimliga Arvid Brenner                                                                               | Hans Dahlin              | Norrköping-Linköping stadsteater |
| 1948 | Eurykleia                     | Strändernas svall Eyvind Johnson                                                                         | Johan Falck              | Norrköping-Linköping stadsteater |
| 1949 |                               | Det gåtfulla leendet (The Gioconda Smile) Aldous Huxley                                                  | Johan Falck              | Norrköping-Linköping stadsteater |
| 1949 | Hertiginnan                   | En komedi om kärlek (Léocadia) Jean Anouilh                                                              | Johan Falck              | Norrköping-Linköping stadsteater |
| 1949 |                               | Clutterbuck Benn W Levy                                                                                  | Hans Dahlin              | Norrköping-Linköping stadsteater |
| 1949 | Denise Darvet-Stuart          | Edwards barn (Les Enfants dʼEdouard) Marc-Gilbert Sauvajon, Frederick J. Jackson och Roland Bottomley    | Stig Roland              | Norrköping-Linköping stadsteater |
| 1949 | Linda Loman                   | En handelsresandes död (Death of a Salesman) Arthur Miller                                               | Johan Falck              | Norrköping-Linköping stadsteater |
| 1950 |                               | Utanför dörren (Draussen vor der Tür) Wolfgang Borchert                                                  | Johan Falck              | Norrköping-Linköping stadsteater |
| 1950 | Svägerskan                    | U39 Rudolf Värnlund                                                                                      | Gunnar Skoglund          | Norrköping-Linköping stadsteater |
| 1950 | Fru Tarde                     | En vildfågel (La sauvage) Jean Anouilh                                                                   | Johan Falck              | Norrköping-Linköping stadsteater |
| 1950 | Amelia Broadwell              | Tjuvarnas paradis (Oh, brother) Jacques Deval                                                            | Johan Falck              | Norrköping-Linköping stadsteater |
| 1950 | Julia Hyltenius, domprostinna | Hans nåds testamente Hjalmar Bergman                                                                     | Johan Falck              | Norrköping-Linköping stadsteater |
| 1950 |                               | Den långa kniven (The big knife) Clifford Odets                                                          | Karin Kavli              | Norrköping-Linköping stadsteater |
| 1950 | Gertrud                       | Hamlet William Shakespeare                                                                               | Johan Falck              | Norrköping-Linköping stadsteater |
| 1951 | Modern                        | Blodsbröllop (Bodas de Sangre) Federico García Lorca                                                     | Johan Falck              | Norrköping-Linköping stadsteater |
| 1951 | Catherine Hilton              | Å, en sån dag (Call it a day) Dodie Smith                                                                | Gerda Wrede              | Norrköping-Linköping stadsteater |
| 1953 | Gina Ekdal                    | Vildanden Henrik Ibsen                                                                                   | Börje Mellvig            | Riksteatern                      |
| 1953 | Marta Boman                   | Swedenhielms Hjalmar Bergman                                                                             | Johan Falck              | Helsingborgs stadsteater         |
| 1953 | Markisinnan Matilde Spina     | Henrik IV (Enrico IV) Luigi Pirandello                                                                   | Johan Falck              | Helsingborgs stadsteater         |
| 1953 | Mme Delachaume                | Rendez-vous med lyckan (Le Rendez-vous de Senlis) Jean Anouilh                                           | Johan Falck              | Helsingborgs stadsteater         |
| 1954 | Cigarrfröken                  | Kanske en diktare Ragnar Josephson                                                                       | Gunnar Ekström           | Helsingborgs stadsteater         |
| 1954 | Lady Elizabeth Mulhammer      | Privatsekreteraren (The Confidential Clerk) T.S. Eliot                                                   | Åke Engfeldt             | Helsingborgs stadsteater         |
| 1955 | Marie Dorotea Nilsen          | Frisöndag (Frisøndag) Leck Fischer                                                                       | Ingrid Luterkort         | Norrköping-Linköping stadsteater |
| 1955 | Fru Ranevskaja                | Körsbärsträdgården (Вишнёвый сад, Visjnjovyj sad) Anton Tjechov                                          | John Zacharias           | Norrköping-Linköping stadsteater |
| 1956 | Laura                         | Fadren August Strindberg                                                                                 | Rune Carlsten            | Riksteatern                      |
| 1956 | Ann Whitman Murray            | Älskling, jag ger mig! (Yes, my darling daughter!) Mark Reed                                             | John Zacharias           | Norrköping-Linköping stadsteater |
| 1956 | Stormamma                     | Katt på hett plåttak (Cat on a Hot Tin Roof) Tennessee Williams                                          | Per Gerhard              | Vasateatern                      |
| 1958 | Fru Helene Alving             | Gengångare (Gengangere) Henrik Ibsen                                                                     | Börje Mellvig            | Riksteatern                      |
| 1958 | Mrs Boyle                     | Råttfällan (The Mousetrap) Agatha Christie                                                               | Börje Mellvig            | Blancheteatern                   |
| 1958 | Stella                        | Farväl till kärleken: Vi träffas som vanligt Herbert Grevenius                                           | Johan Falck              | Helsingborgs stadsteater         |
| 1959 | Mrs Railton-Bell              | Vid skilda bord (Separate Tables) Terence Rattigan                                                       | Per Gerhard              | Vasateatern                      |
| 1959 | Claire Zachanassian           | Besök av gammal dam (Der Besuch der alten Dame) Friedrich Dürrenmatt                                     | Johan Falck              | Göteborgs stadsteater            |
| 1961 | Fru Borromée, värdinna        | Violerna (Les violettes) Georges Schehadé                                                                | Sam Besekow              | Stockholms stadsteater           |
| 1961 | Kleo                          | Lysistrate (Λυσιστράτη, Lysistrátē) Aristofanes                                                          | Hans Dahlin              | Stockholms stadsteater           |
| 1962 | Madame                        | Sagoprinsen Vilhelm Moberg                                                                               | Carl Johan Ström         | Stockholms stadsteater           |
| 1965 | Medverkande                   | 13 quinnor Sandro Key-Åberg, Sonja Åkesson, Robban Broberg, Björn Lindroth , Lars Löfgren och Carl Anton | Christian Lund           | Stockholms stadsteater           |
| 1966 | Annika                        | Nya Wermländingarne Sandro Key-Åberg                                                                     | Christian Lund           | Stockholms stadsteater           |
| 1968 | Prudencia                     | Bernardas hus (La casa de Bernarda Alba) Federico Garcia Lorca                                           | Bengt Ekerot             | Stockholms stadsteater           |
| 1969 | Mor Sara/Tam-Tam              | Den förgyllda lergöken Emil Norlander                                                                    | Lars Edström             | Stockholms stadsteater           |
| 1973 | Mormodern                     | An der schönen blauen Donau ( Geschichten aus dem Wienerwald) Ödön von Horvath                           | Jan Håkanson             | Stockholms stadsteater           |
| 1974 | Sigrid                        | Jösses flickor, befrielsen är nära Suzanne Osten och Margareta Garpe                                     | Suzanne Osten            | Stockholms stadsteater           |

### Radioteater
| År   | Roll | Produktion                       | Regi        |
| ---- | ---- | -------------------------------- | ----------- |
| 1940 |      | En gammal symaskin Moa Martinson | Lars Madsén |